# Fabián Viáfara
Fabián Alexis Viáfara Alarcón (Cali, Valle del Cauca, Colombia, 16 de marzo de 1992) es un futbolista colombiano. Juega como lateral derecho y actualmente milita en el Deportivo Cali de la Categoría Primera A colombiana.

## Estadísticas
Actualizado al último partido disputado el 8 de marzo de 2024.
| Temporada                  | Div.          | Temporada     | Liga  | Liga  | Liga   | Copa  | Copa  | Copa  | Internacional | Internacional | Internacional | Total | Total | Total  |
| Temporada                  | Div.          | Temporada     | Part. | Goles | Asist. | Part. | Goles | Asist | Part.         | Goles         | Asist.        | Part. | Goles | Asist. |
| -------------------------- | ------------- | ------------- | ----- | ----- | ------ | ----- | ----- | ----- | ------------- | ------------- | ------------- | ----- | ----- | ------ |
| Águilas Doradas · Colombia | 1.ª           | 2014          | 15    | 0     | 0      | 7     | 0     | 0     | -             | -             | -             | 22    | 0     | 0      |
| Águilas Doradas · Colombia | 1.ª           | 2015          | 28    | 1     | 0      | -     | -     | -     | 4             | 0             | 0             | 32    | 1     | 0      |
| Águilas Doradas · Colombia | 1.ª           | 2016          | 25    | 0     | 0      | 3     | 0     | 0     | -             | -             | -             | 28    | 0     | 0      |
| Águilas Doradas · Colombia | 1.ª           | 2017          | 18    | 0     | 2      | 2     | 0     | 0     | 2             | 0             | 0             | 22    | 0     | 2      |
| Águilas Doradas · Colombia | 1.ª           | 2018          | 12    | 0     | 0      | -     | -     | -     | -             | -             | -             | 12    | 0     | 0      |
| Águilas Doradas · Colombia | Total club    | Total club    | 98    | 1     | 2      | 12    | 0     | 0     | 6             | 0             | 0             | 116   | 1     | 2      |
| Deportivo Pasto · Colombia | 1.ª           | 2019          | 47    | 1     | 0      | 2     | 0     | 0     | -             | -             | -             | 49    | 1     | 0      |
| Deportivo Pasto · Colombia | Total club    | Total club    | 47    | 1     | 0      | 2     | 0     | 0     | -             | -             | -             | 49    | 1     | 0      |
| Junior · Colombia          | 1.ª           | 2020          | 21    | 1     | 3      | 3     | 0     | 0     | 8             | 0             | 0             | 32    | 0     | 3      |
| Junior · Colombia          | 1.ª           | 2021          | 35    | 1     | 1      | -     | -     | -     | 10            | 0             | 1             | 45    | 1     | 2      |
| Junior · Colombia          | 1.ª           | 2022          | 22    | 0     | 0      | 3     | 0     | 0     | 8             | 0             | 0             | 33    | 0     | 0      |
| Junior · Colombia          | Total club    | Total club    | 78    | 1     | 4      | 6     | 0     | 0     | 26            | 0             | 1             | 110   | 1     | 5      |
| Santa Fe · Colombia        | 1.ª           | 2023          | 37    | 1     | 1      | 3     | 0     | 0     | 6             | 0             | 1             | 46    | 1     | 2      |
| Santa Fe · Colombia        | Total club    | Total club    | 37    | 1     | 1      | 3     | 0     | 0     | 6             | 0             | 1             | 46    | 1     | 2      |
| La Equidad · Colombia      | 1.ª           | 2024          | 10    | 0     | 1      | -     | -     | -     | -             | -             | -             | 10    | 0     | 1      |
| La Equidad · Colombia      | Total club    | Total club    | 10    | 0     | 1      | -     | -     | -     | -             | -             | -             | 10    | 0     | 1      |
| Total carrera              | Total carrera | Total carrera | 270   | 4     | 8      | 23    | 0     | 0     | 38            | 0             | 2             | 331   | 4     | 10     |

## Palmarés

### Torneos nacionales
| Título                | Equipo                 | País     | Año  |
| --------------------- | ---------------------- | -------- | ---- |
| Superliga de Colombia | Junior de Barranquilla | Colombia | 2020 |

- Datos: Q56703551